# Communauté de communes du Canton de Bergues
De Communauté de communes du Canton de Bergues (lett. 'Gemeenschap van gemeenten van het kanton Sint-Winoksbergen') is een voormalig gemeentelijk samenwerkingsverband (intercommunalité) in het noorden van de Franse Westhoek. Op 1 januari 2014 is het opgegaan in de nieuw gevormde Intercommunale Vlaamse Heuvels.
Het samenwerkingsverband bestond uit alle gemeenten in het kanton Sint-Winoksbergen, met uitzondering van Armboutskappel, dat zich bij intercommunale Stedelijke gemeenschap van Duinkerke heeft aangesloten.